# 民商法雑誌
『民商法雑誌』（みんしょうほうざっし）とは、有斐閣が出版する民事法・商事法の研究誌。略称は「民商」。年10回発行。

## 概要
- 創刊は1935年で、もっとも歴史ある法律雑誌のひとつである。
- 民商法に関する論説、研究、判例批評・紹介、書評等が掲載されている。

## 経緯
- 1935年1月に竹田省と末川博が弘文堂から創刊。
- 1956年8月（33巻4号）以降有斐閣から出版。